# Důvěryhodná třetí strana
Důvěryhodná třetí strana (anglicky Trusted third party, TTP) je v kryptografii entita, která usnadňuje interakci mezi dvěma stranami, které jí důvěřují.
Důvěryhodná třetí strana umožňuje zabezpečit transakce mezi stranami a znemožnit tak podvržení podvodného elektronického zprávy nebo jiných dat. Příkladem je certifikační autorita, která vydá digitální certifikát a vystupuje pro komunikaci dvou dalších stran jako důvěryhodná třetí strana, pokud je sama též důvěryhodná, k čemuž se používá přenos důvěry.

## Charakteristika
Důvěryhodná třetí strana představuje v kryptografii entitu, která sama sebe prezentuje jako důvěryhodnou. Pokud ji jako důvěryhodnou uznají ostatní komunikující strany, dochází k přenosu důvěry z důvěryhodné certifikační autority na entity, za jejich důvěryhodnost se důvěryhodná třetí strana zaručila. Pro přenos důvěry je možné využít elektronický podpis pod veřejným klíčem asymetrické kryptografie (tzv. digitální certifikát), který vydává certifikační autorita. Distribuci certifikátů zajišťuje PKI (anglicky Public Key Infrastructure).
Certifikačních autorit, které vystupují jako důvěryhodné třetí strany je velké množství. Například webové prohlížeče mají veřejné klíče některých z nich přímo v sobě, za což certifikační autority platí tvůrci webového prohlížeče. Certifikačním autoritám pak platí entity, které chtějí její podpis na svých certifikátech (tj. lidé a firmy). Výsledkem je obchod s rychle narůstajícím objemem.

## Model Alice a Bob
V modelu Alice a Bob předpokládejme, že Alice (strana A) a Bob (strana B) chtějí komunikovat bezpečně - mohou zvolit šifrování. Aniž by se někdy Alice setkala s Bobem, Alice potřebujete získat klíč k zašifrování zprávy. V tomto případě, TTP je třetí strana, která se zná s Bobem (osobně), nebo je jinak ochotná zaručit, že tento klíč (osvědčení totožnosti) patří Bobovi. Tato třetí osoba je často nazývána Trent (trusted, tj. důvěryhodná). Pokud Alice důvěřuje Trentovi, může komunikovat s Bobem, protože Trent se za Boba zaručil.

## Nedostatky
Zřízení důvěryhodné třetí strany je technicky jednoduchá záležitost. Problém je se zajištěním důvěryhodnosti, protože důvěryhodná třetí strana může mít podvodné úmysly nebo může být sama uvedena v omyl.

### Certifikační autority
Certifikační autorita je důvěryhodná třetí strana pracující typicky na komerčním principu, která využívá přísně hierarchického systému. Její úspěšnost je závislá na důvěře, kterou ve svých zákaznících vyvolává, k čemuž se též využívá Public relations (PR) a reklama, která může skutečný stav podstatným způsobem zakrýt a vylepšit. Nejslabším článkem je v každém případě lidská chyba, a proto má každá certifikační autorita vypracovány postupy, kterými se její zaměstnanci při vytváření certifikátů musí řídit. I tak dochází občas k chybě a důvěryhodná třetí strana vydá certifikát neoprávněné osobě (například Verisign vydal neoprávněné osobě certifikát Microsoftu). Certifikáty si uživatel ukládá do tzv. úložiště, ve kterém jsou typicky předem od výrobce příslušného software umístěny veřejné klíče velkých certifikačních autorit. Míra důvěry v intaktnost úložiště určuje míru důvěry, kterou lze skrze něj přenést na neznámé subjekty, které pomocí něj byly ověřeny.

### Sítě důvěry
Síť důvěry je distribuovaná, tj. rozprostřená mezi více subjektů a nemá proto hierarchickou strukturu. Důvěru projevuje každý několika ostatním subjektům. Vztahy důvěry se vytvářejí pomocí elektronicky podepsaných veřejných klíčů (tj. certifikátů), avšak každý veřejný klíč je typicky podepsán více subjekty participujícími na dané síti důvěry. K navazování vztahů důvěry se využívají setkání s podepisováním klíčů (anglicky Key signing party), avšak značná část zodpovědnosti leží na samotném uživateli, který přisuzuje jednotlivým veřejným klíčům, které má ve své počítačové klíčence. Míra důvěry, kterou lze skrze klíčenku přenést na neznámé subjekty, které byly pomocí v ní uložených klíčů ověřeny, závisí na pečlivosti, s jakou je klíčenka uživatelem vytvářena. Sítě důvěry je totiž možné snadno otrávit pomocí chyby, kterou nedostatečně znalí uživatelé udělají při vytváření vztahů důvěry v budované síti důvěry.